# Rots Bayard

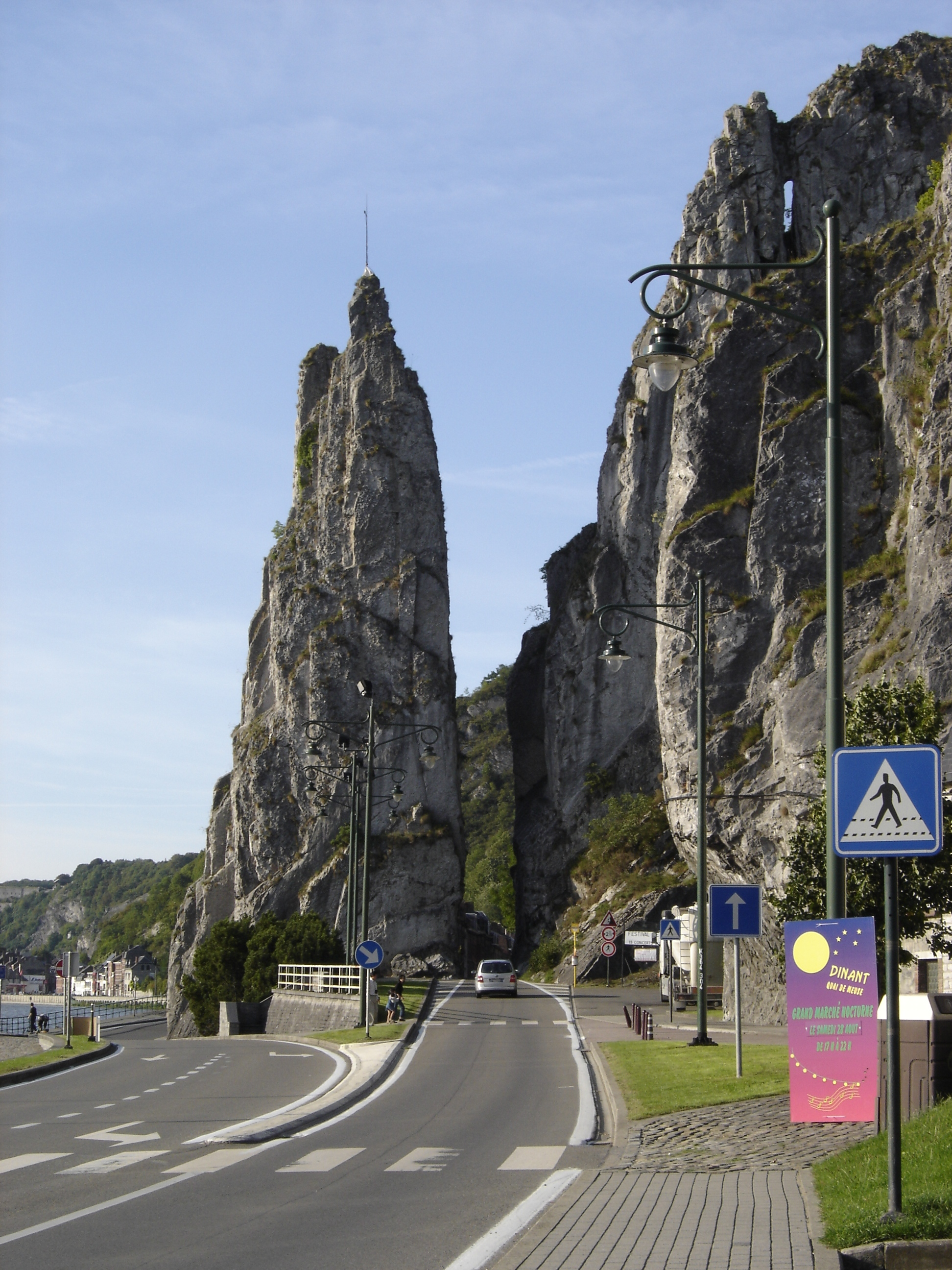
zuidelijke kant

De Rots Bayard (Frans: Rocher Bayard) is een vijfendertig meter hoge spectaculaire naaldrots aan de rechteroever van de Maas tussen de wijken Saint-Paul en Les Rivages in de Belgische  gemeente Dinant. De rotsformatie komt voor in de oude Ardeense versie van de legende van de Vier Heemskinderen.
De naaldrots is een belangrijke toeristische curiositeit in de regio.

## Geschiedenis
De eerste vermelding is in 1335 onder de naam Pas Baiart.  Op dat moment was het een rotsmuur die liep tot de Maas, een natuurlijke barrière aan de zuidkant van de stad waardoor men enkel via een smal en steil pad rond de rotsformatie aan de andere kant kon geraken.

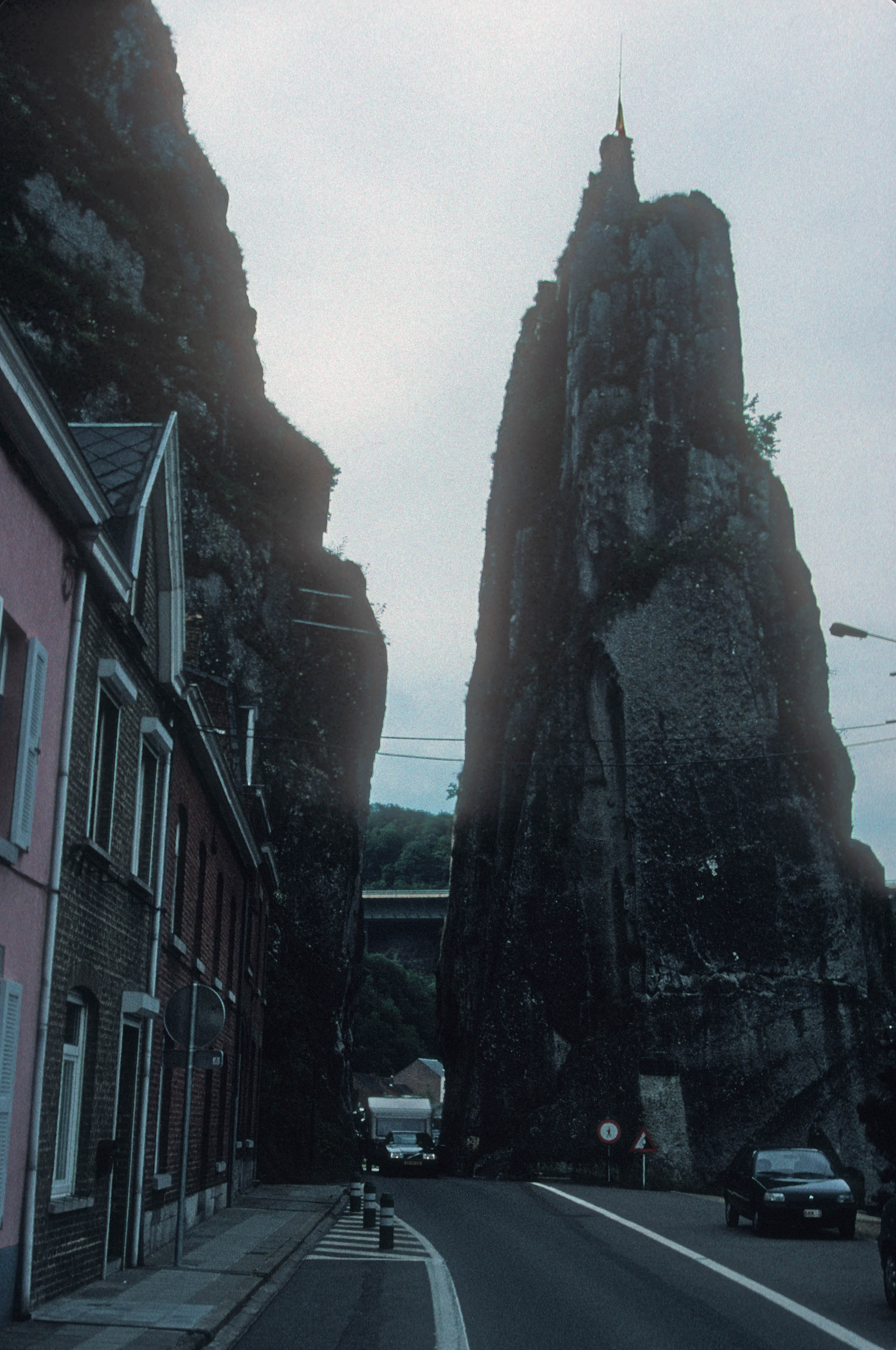
noordelijke kant

In de 17e eeuw werd een eerste poging gedaan om een doorgang in de muur te maken.  Op 30 juli 1662 probeert een lokale aannemer Bouille met 3 werklui een doorgang te maken tussen de twee rotsdelen maar dit mislukte.
Tijdens de Negenjarige Oorlog maakte de Franse genie van Lodewijk XIV een doorgang van bijna 3 meter breed zodat de troepen zonder obstakels langs de Maas konden vorderen. Meer dan 2 eeuwen later zal de Franse maarschalk Grouchy met de Franse troepen die niet aan de Slag bij Waterloo hadden deelgenomen via deze doorgang naar Frankrijk terugkeren.
Deze doorgang werd later op verschillende momenten breder gemaakt en later in de 20e eeuw is een weg tussen de Maas en de rots aangelegd. 
De naaldrots met omgeving is sinds 4 april 1939 beschermd als monument.
Op 20 september 1954 is ongeveer 200 kubieke meter rots losgekomen en naar beneden gestort. Daardoor werd de opening bovenaan breder.

## Cijfers
De naaldrots heeft de volgende dimensies: 
- ca 35 meter hoog
- ca 14 meter breed aan de voet
- doorgang 3.50 meter
- 140 m² oppervlakte

## Geologie

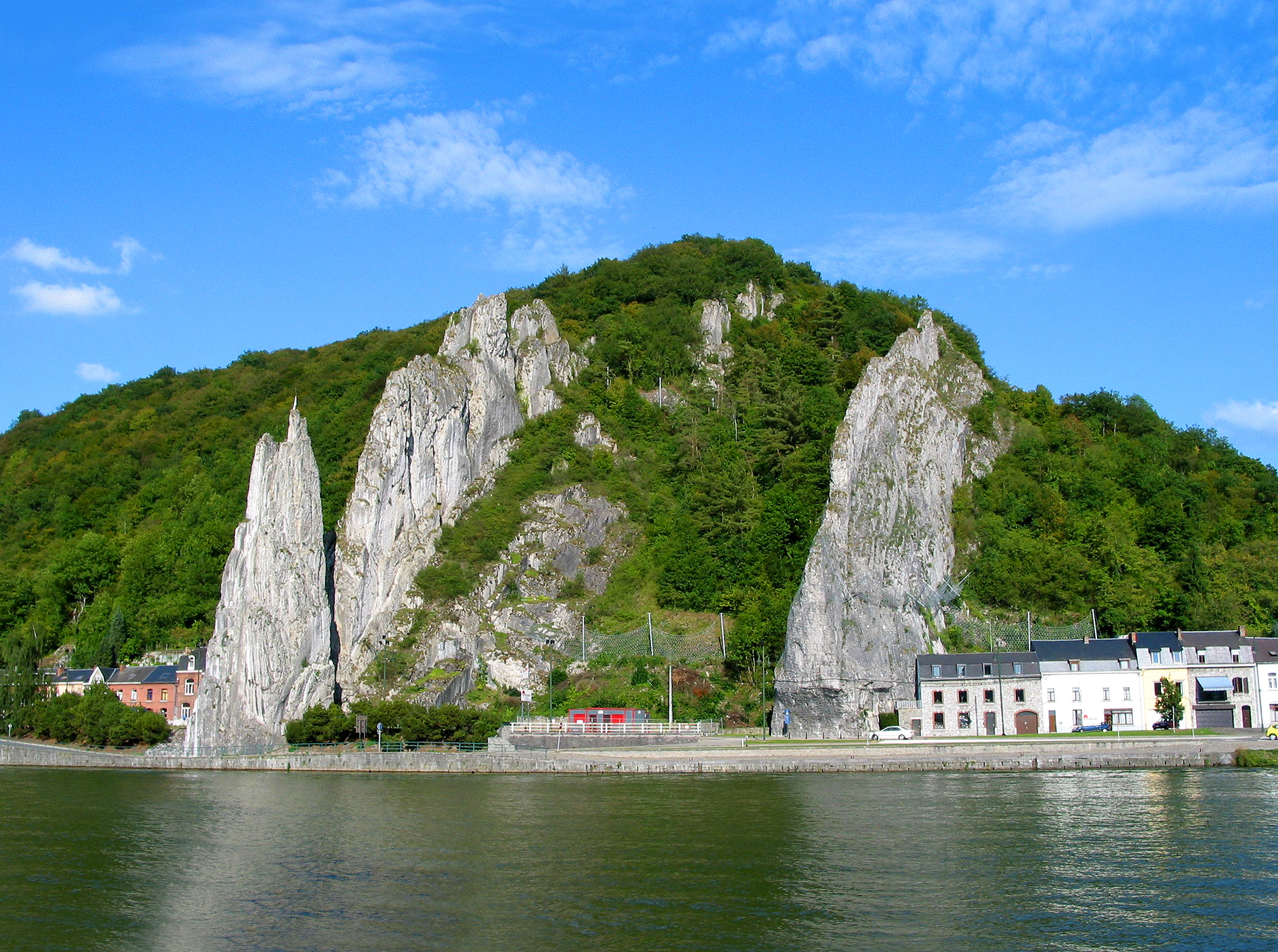
zicht vanop de Maas

Het rotsgesteente is ontstaan in het Tournaisiaan (358.9 - 346.7 Ma).
De naaldrots is een onderdeel van 2 evenwijdige bijna loodrecht staande rotskammen en vormt de flank van een historisch koraalrif waarin veel sporen van zeelelies terug te vinden zijn.

## Monumenten nabij

### Gedenkplaat Koning Albert
Aan de noordelijke kant is tegen de rots op 21 oktober 1934 een bronzen gedenkplaat geplaatst ter herinnering aan het feit dat koning Albert I van België de naaldrots beklommen heeft op een ochtend in juni 1933. In februari 1934 stierf hij bij een klimongeval in Marche-les-Dames.

### Monument Slag om de Ardennen
Tijdens de Slag om de Ardennen werd hier op 24 december 1944 een auto tegengehouden met 3 als Amerikanen vermomde Duitse soldaten. Dit was het verste punt dat de Duitse troepen bereikt hadden tijdens hun offensief. Sinds 1947 staat hier aan de noordkant een rots met opschrift ter herinnering aan dit feit.

### Monument Maurice Defoin
Aan de zuidkant is een herdenkingskolom ter herinnering aan het overlijden van Maurice Defoin (1878-1927). Hij was houthandelaar, gemeenteraadslid, gepassioneerde motorliefhebber, medestichter van Union Motor Dinant en stierf tijdens de Rally National Gillet in Profondeville. Het monument is ontworpen door de architect Eduard Frankinet, de bronzen medaillon met beeltenis van Defoin is gemaakt door Alexandre Daoust.  Onder deze medaillon is een bronzen plaat met daarop een allegorie van de dood met zeis en de gecrashte motor.